# Trận Artenay
Trận Artenay, hay còn gọi là Trận Arthenay
, là một trận đánh trong cuộc Chiến tranh Đức - Pháp (1870 – 1871), đã diễn ra vào ngày 10 tháng 10 năm 1870, tại Artenay – một thị trấn nhỏ tọa lạc trên con đường từ Orléans đến Paris (Pháp), cách thành phố Orléans khoảng 10 dặm Anh về phía bắc. Trong cuộc giao chiến quyết liệt này, với sức mạnh vượt trội so với đối phương, Quân đoàn I của Vương quốc Bayern dưới quyền chỉ huy của Thượng tướng Bộ binh Ludwig von der Tann-Rathsamhausen, phối hợp với Sư đoàn số 22 thuộc Quân đoàn XI của Vương quốc Phổ và 2 sư đoàn kỵ binh của quân đội Phổ đã tấn công, và xuyên thủng được hệ thống phòng ngự của Binh đoàn Loire của nền Cộng hòa non trẻ ở Pháp, dưới sự điều khiển của viên tướng Joseph Edouard de la Motterouge, gây cho quân đội Pháp những thiệt hại nặng nề (trong đó không ít người đã bị bắt làm tù binh). Chiến thắng của ông tại Artenay đã tạo điều kiện thuận lợi cho Von der Tann xuất quân đánh Orléans, trong khi các lực lượng của Pháp bị đánh bật vào khu rừng Orléans trong tình trạng nhốn nháo. Mặc dù vậy, lực lượng Garde Mobiles của Nièvre và Quân đoàn của Giáo hoàng (Zuavi Pontifici) trong quân ngũ Pháp đã được ghi nhận vì sự kháng cự mạnh mẽ của họ, trong khi một Sư đoàn Kỵ binh Phổ dưới quyền chỉ huy của Hoàng thân Albrecht – em trai cua vua Phổ Wilhelm I – đã thể hiện khả năng của mình trong trận đánh tại Artenay.
Khi tướng von der Tann nhận lệnh phát động một chiến dịch tấn công nhằm vào Orléans, ông đã hành binh vào ngày 9 tháng 10 năm 1870 đến vùng phụ cận của St. Péravy mà không vấp phải sự kháng cự nào đáng kể (thay vì đó là sự kháng cự mỏng manh và rệu rã ), và cho đến ngày 10 tháng 10 ông tiến quân tới Artenay. Sư đoàn Kỵ binh số 4 của Phổ đã yểm trợ cho sườn phải, trong khi Sư đoàn Kỵ binh số 2 dưới sự chỉ huy của Trung tướng Bá tước zu Stolberg vẫn còn ở gần Pithivier.. Trong khi đó, tướng de la Motto-Rouge, được tin về bước tiến của quân đội Đức, đã kéo một lực lượng nhỏ tới Artenay. Do đó, các lực lượng tiên phong của cả hai phe đã đụng độ với nhau cách mục tiêu chung của mình không xa về hướng bắc. Quân kỵ binh Chasseurs de Vincennes của Pháp đã bị đánh bất ngờ, và họ cầm cự được cho đến khi lực lượng kỵ binh Phổ được bộ binh tăng viện và hình thành một mặt trận vững chắc buộc quân Pháp phải rút lui tới Bas-le-Roy. Tướng Regau chỉ huy 1 sư đoàn Pháp đã ứng chiến, làm gia tăng quân số của Pháp. Quân Phổ khi ấy đã án ngữ tại một vị trí phòng ngự thuận lợi, và quân Pháp đã vài 3 lần tấn công ồ ạt vào vị trí này. Song, khẩu đội pháo của Đức tại đây đã thể hiện uy lực của mình và quân Pháp bị đánh bật về đồng bằng Trinay. Lực lượng Thiết kỵ binh Phổ truy kích địch thủ, nhưng phải rút lui khi người Pháp chỉnh đốn hàng ngũ. Pháo chiến đã diễn ra khốc liệt giữa khẩu đội pháo của Regau và pháo binh Phổ ở giữa St. Germain-le-Gramal và Trinay, và về sau quân Pháp đã được tăng viện. Họ lại xung phong tấn công các chiến tuyến của quân Phổ, nhưng không thành. Chẳng mấy chốc, trong khi quân Đức tấn công trực diện một cách dữ dội với hỏa lực gây quân Pháp kinh hãi, một đội kỵ binh mạnh của Đức đã bọc sườn phải của Pháp. Quân đoàn của La Motto-Rouge bị rệu rã, và phải tháo chạy. Lực lượng kỵ binh Đức cũng thu được một số khẩu pháo.
Ga đường sắt đã bị pháo lực của Phổ phá hủy. Tiếp theo sau thắng lợi của quân đội Phổ - Bayern tại Artenay, trận Orléans lần thứ nhất đã bùng nổ vào ngày hôm sau (11 tháng 10 năm 1870). Đến giữa ngày hôm đó, quân đội của Von der Tann đã đập tan quân phòng thủ Pháp và đánh chiếm Orléans. Léon Gambetta đã đòi đưa La Motto-Rouge ra tòa án quân sự, song điều này đã bị bác bỏ, Tướng Louis d'Aurelle de Paladines đã được bổ nhiệm làm tư lệnh của Binh đoàn Loire. 

## Link liên quan
- Orléans. In: Meyers Konversations-Lexikon. 4. Auflage. Band 12, Bibliographisches Institut, Leipzig 1885–1892, S. 444.
- Artenay. In: Meyers Konversations-Lexikon. 4. Auflage. Band 1, Bibliographisches Institut, Leipzig 1885–1892, S. 881.
- classic Encyclopedia Britannica, 11th Edition Lưu trữ ngày 17 tháng 1 năm 2017 tại Wayback Machine
- Preußen-Seite. Private Webseite.
- Armee de Loire französische Webseite zur Armee und den Schlachten.